# Gölen (Sjösås socken, Småland)
Gölen är en sjö i Växjö kommun i Småland och ingår i Mörrumsåns huvudavrinningsområde.